# The Kylie Tapes 94–98
The Kylie Tapes 94–98 là băng VHS của ca sĩ kiêm nhạc sĩ người Úc Kylie Minogue. Băng VHS này được phát hành bởi hãng Mushroom Records vào năm 1998 riêng tại Úc và gồm những video âm nhạc của cô từ năm 1994 đến 1998.

## Danh sách video
1. "Breathe" (Video)
2. "Did It Again" (Video)
3. "Some Kind of Bliss" (Video)
4. "Confide in Me" (Video)
5. "Where Is the Feeling?" (Video)
6. "Put Yourself in My Place" (Video)

## Định dạng
| Định dạng | Quốc gia | Mã hàng | Hãng đĩa            |
| --------- | -------- | ------- | ------------------- |
| OZ VHS    | Úc       | 101623  | Warner Music Vision |